# 向原停留場
向原停留場（日语：／ Mukōhara teiryūjo */?）是一個位於東京都豐島區東池袋四丁目與南大塚三丁目，屬於荒川線的停留場。

## 歷史
- 1925年（大正14年）12月12日：開業。

## 停留場構造
對向式月台2面2線的地面車站。
| 月台 | 路線                   | 方向 | 目的地                           |
| ---- | ---------------------- | ---- | -------------------------------- |
| 東側 | 都電荒川線（東京櫻電） | 上行 | 東池袋四丁目、早稻田方向         |
| 西側 | 都電荒川線（東京櫻電） | 下行 | 王子站前、町屋站前、三之輪橋方向 |

## 可供轉乘的巴士路線

### 「向原」停留場
- 上60系統：池袋站東口行、上野公園行。

## 相鄰停留場
東京都交通局
 都電荒川線（東京櫻電）
東池袋四丁目（SA 25）－向原（SA 24）－大塚站前（SA 23）

## 外部連結
- 向原停留場（页面存档备份，存于） - 東京都交通局